# Memorials (serial telewizyjny)
Memorials (kor. 출사표), znany również jako Into the Ring i Pick Me – południowokoreański serial telewizyjny z 2020 roku.
W głównych rolach wystąpili Nana, Park Sung-hoon, Yoo Da-in, Han Joon-woo i Ahn Nae-sang. Serial był emitowany na stacji KBS2, a emisja trwała od 1 lipca do 20 sierpnia 2020 roku.

## Zarys fabuły
Koo Se-ra to dwudziestodziewięcioletnia kobieta, która od urodzenia zamieszkuje Mawon-gu. Z natury jest przesadnie namiętna, wścibska i skłonna do tracenia panowania nad sobą. Te właśnie czynniki doprowadziły do stracenia jej pracy, jako opiekuna podatkowego. Stopniowo staje się zawodową rezygnującą osobą i decyduje, że nadszedł czas na zmiany. Tym razem postanawia pracować w Sejmiku Okręgowym, tak zwanej utopii pracowników.

## Obsada

### Role główne
- Nana jako Koo Se-ra
  - Kim Ha-yeon jako młoda Koo Se-ra[7]
- Park Sung-hoon jako Seo Gong-myung
- Yoo Da-in jako Yoon Hee-soo[8]
- Han Joon-woo jako Kim Min-jae[9]
- Ahn Nae-sang jako Maeng-deok[10]

### Role drugoplanowe
- Ahn Gil-kang jako Koo Young-tae, ojciec Se-ra[10][11]
- Jang Hye-jin jako Kim Sam-sook, matka Se-ra[10]
- Kim Mi-soo jako Kwon Woo-young, jako najlepsza przyjaciółka Se-ra[12]
- Shin Do-hyun jako Jang Han-bi, jako najlepsza przyjaciółka Se-ra[13]
- Choi Go jako Kim Ja-ryong[14]
- Bae Hae-sun jako Won So-jung[1]
- Lee Seo-hwan jako Heo Deok-gu[1]
- Seo Jin-won jako Shim Jang-yang[1]
- Han Dong-kyu jako Jang Ha-woon[1]
- Lee Chang-jik jako Shi Dan-kyu[1]
- Yoon Joo-sang jako Bong Chu-san[1]
- Oh Dong-min jako Go Dong-chan[1]
- Yu Seong-ju jako Yang Nae-sung[1]
- Park Sung-geun jako Lee Dae-cheol[1]
- Kim Hyun-mok jako Jung Yong-kyu[1]

## Nagrody i nominacje
| Year | Award            | Category                                 | Recipient             | Result    |
| ---- | ---------------- | ---------------------------------------- | --------------------- | --------- |
| 2020 | KBS Drama Awards | Excellence Award, aktor w mini serialu   | Park Sung-hoon        | Wygrana   |
| 2020 | KBS Drama Awards | Excellence Award, aktorka w mini serialu | Nana                  | Wygrana   |
| 2020 | KBS Drama Awards | Najlepszy aktor drugoplanowy             | Ahn Gil-kang          | Wygrana   |
| 2020 | KBS Drama Awards | Najlepsza aktorka drugoplanowa           | Jang Hye-jin          | Nominacja |
| 2020 | KBS Drama Awards | Best Young Actor                         | Choi Go               | Nominacja |
| 2020 | KBS Drama Awards | Najlepszy nowy aktor                     | Oh Dong-min           | Nominacja |
| 2020 | KBS Drama Awards | Najlepsza para                           | Park Sung-hoon i Nana | Wygrana   |